# دهستان میان‌کاله
میان‌کاله (میانکاله هم نوشته می‌شد)، دهستانی است از توابع بخش مرکزی شهرستان بهشهر در ناحیه شمالی کشور و استان مازندران از کشور ایران قرار دارد.

## جمعیت
براساس سرشماری سال ۱۳۹۵ جمعیت آن ۱۸۴۶۹ نفر (۶۰۲۶ خانوار) بوده‌است.